# OGLE-TR-122
Désignations
OGLE-TR-122 ou V817 Carinae est un système binaire situé à environ 6 000 années-lumière dans la constellation de la Carène. L'un des membres de ce système est une des plus petites étoiles connues de la séquence principale. Cette dernière a été découverte dans le cadre du projet OGLE lors du transit de l'étoile la plus petite devant l'autre. La période orbitale est d'environ 7,3 jours.

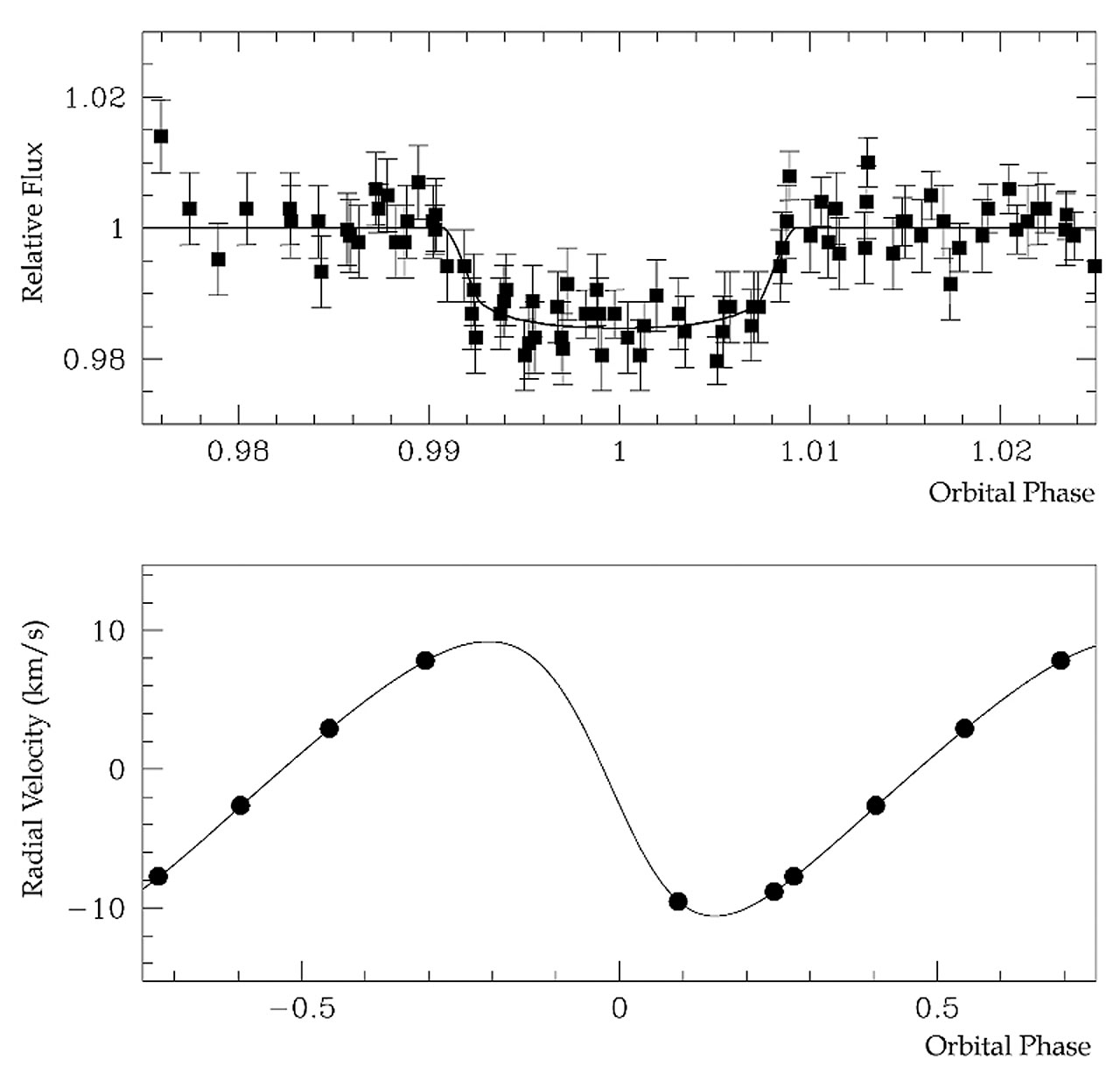
Diminutions de luminosité et variations de la vitesse radiale de OGLE-TR-122.

## Le système binaire
L'étoile principale, OGLE-TR-122 A, est comparable au Soleil.
L'étoile compagne, OGLE-TR-122 B, a un rayon estimé à environ 0,12 rayon solaire, soit environ 20 % plus grand que celui de Jupiter, et une masse d'environ 0,1 masse solaire, soit environ 100 fois celle de Jupiter, ce qui s'approche de la plus faible masse possible pour une étoile (estimée à environ 0,07 à 0,08 masse solaire). Sa densité moyenne est environ 50 fois celle du Soleil.